# Emperador Houshao de Han
El Emperador Houshao de Han (¿?-14 de noviembre de 180 a. C.), nombre secular Liu Hong, fue el cuarto emperador de la dinastía Han. Era hijo del emperador Hui, probablemente con una concubina —aunque hay cierta controversia sobre el tema— y adoptado por la esposa del emperador Hui, la emperatriz Zhang Yan. A instancias de su abuela, la emperatriz viuda Lü, la emperatriz Zhang hizo matar a la madre del emperador Houshao.
Se sabe muy poco sobre la vida y personalidad del emperador Houshao. Solo hay unos pocos eventos importantes importantes en su vida que están documentados (que ni siquiera incluye el año de su nacimiento). En 188 a. C., su padre, el emperador Hui, murió, y su hermano Liu Gong sucedió al trono como el emperador Qianshao. En 187 a. C., fue nombrado marqués de Xiangcheng. En 186 a. C., después de la muerte de su hermano Liu Buyi (劉 不 疑), Príncipe de Hengshan, fue nombrado nuevo Príncipe de Hengshan, y su nombre cambiado a Liu Yi.
En algún momento durante o antes de 184 a. C., el emperador Qianshao descubrió que, de hecho, no era hijo de la emperatriz viuda Zhang y que su madre, como la madre del príncipe Hong, había sido ejecutada. El emperador Qianshao cometió el error de hacer públicamente la observación de que cuando creciera, la emperatriz viuda Zhang pagaría por esto. La gran emperatriz viuda Lü, una vez que se enteró de esto, encarceló secretamente al emperador Qianshao dentro del palacio y anunció públicamente que estaba gravemente enfermo y no podía recibir a nadie. Después de un tiempo, la Gran Emperatriz Viuda Lü les dijo a los funcionarios que seguía enfermo e incapaz de gobernar, y que también había sufrido una psicosis. Ella propuso que fuera depuesto y reemplazado. Los funcionarios cumplieron con sus deseos, y fue depuesto y ejecutado. El Príncipe Hong sucedió a su hermano en el trono como el Emperador Houshao y, en efecto, como el nuevo títere de la Emperatriz Viuda Lü.
En el otoño de 180 a. C., la gran emperatriz viuda Lü enfermó y murió. Sin embargo, el emperador Houshao todavía tenía pocos poderes reales, porque el poder todavía estaba controlado en gran medida por el clan Lü. De hecho, la voluntad de la gran emperatriz viuda le había exigido que se casara con la hija de su sobrino Lü Lu (呂 禄) y la convirtiera en su emperatriz. Los funcionarios del gobierno imperial, liderados por Chen Ping y Zhou Bo, sin embargo, formaron una conspiración contra el clan Lü, y tuvieron éxito en sorprenderlos y matarlos. Posteriormente, los conspiradores se reunieron e hicieron la afirmación de que ninguno de los hijos del emperador Hui era realmente suyo. Admitiendo que les preocupaba que estos niños imperiales, cuando crecieran, se vengarían de los funcionarios, los conspiradores decidieron encontrar un emperador de reemplazo.
Después de un período de desacuerdo, se decidieron por un tío del emperador Houshao, el príncipe Liu Heng de Dai. El príncipe Heng llegó a la capital Xi'an y fue declarado emperador, y el emperador Houshao depuesto. Inicialmente, uno de los funcionarios involucrados en la conspiración, el primo del emperador Houshao, Liu Xingju, marqués de Dongmou, simplemente expulsó al emperador Houshao de palacio y lo hizo quedarse en el Ministerio de Suministros del Palacio. Algunos miembros de la guardia imperial aún deseaban resistir el golpe de Estado, pero los funcionarios finalmente los persuadieron para que desistieran. Algún tiempo más tarde ese año, el emperador Houshao fue ejecutado. Los historiadores opinan que su esposa, la emperatriz Lü, también fue ejecutada, aunque no se indique explícitamente.
El emperador Houshao, considerado un completo títere de la gran emperatriz viuda Lü, fue totalmente omitido de la lista oficial de emperadores de la dinastía Han.